# Civilization
Sid Meier's Civilization, spesso abbreviato in Civilization, è un videogioco strategico a turni del 1991, sviluppato dal programmatore Sid Meier e pubblicato per diverse piattaforme dallo studio MicroProse. Generalmente è riconosciuto come una pietra miliare del genere dei videogiochi strategici a turni e il promotore del successo del modello 4X. L'obiettivo del gioco è di sviluppare un grande impero partendo dagli albori della civiltà. Il gioco inizia nell'antichità e il giocatore deve provare a espandere e a sviluppare il proprio impero attraverso le ere fino a raggiungere il presente e il futuro più prossimo.
Nel novembre del 1996 la rivista Computer Gaming World pose Civilization al primo posto nella sua lista dei migliori videogiochi per PC di tutti i tempi. Nel marzo del 2007 è stato indicato come uno dei dieci videogiochi più importanti della storia da Henry Lowood dell'Università di Stanford. Nel novembre del 2013 è stato inserito dal settimanale Time tra i giochi più importanti della storia.
Questo titolo ha dato inizio alla longeva serie di Civilization.

## Modalità di gioco
Il giocatore, dopo aver scelto il tipo di mappa (casuale, personalizzata o realistica), il numero di giocatori, la difficoltà e una certa civiltà, prova a costruire un impero in competizione con un certo numero di altre civiltà (da due a sei). Il gioco è rigorosamente a turni, e possiede una schermata che facilita la gestione delle risorse.
Il gioco inizia nel 4000 a.C., prima dell'età del bronzo, e può finire per il 2100 con le tecnologie dell'era spaziale. All'inizio del gioco il mondo è totalmente deserto, senza neppure una città: il giocatore controlla uno o due Coloni, che possono essere usati per fondare nuove città nei luoghi più adatti. I coloni si utilizzano anche come lavoratori per alterare il territorio e costruire miglioramenti come le fattorie, le miniere, le strade e, successivamente, anche le ferrovie.
Oltre ad esplorare il mondo del gioco, partecipare alle guerre e intraprendere attività diplomatiche, il giocatore, a ogni turno, dovrà scegliere se costruire nelle sue città delle strutture per migliorarla (acquedotti, caserme, teatri, ecc.) oppure creare unità civili e militari. Intanto può costruire nuove città espandendo il suo territorio, e dotare i territori attorno alle città di impianti di irrigazione e miniere per rendere il suo regno più produttivo. Da un turno all'altro le città possono essere molestate dai barbari, unità senza specifiche nazionalità, che evolvono le proprie unità andando avanti nel gioco, fermandosi però alla conoscenza della polvere da sparo.
La partita può essere vinta in due modi differenti: distruggendo tutte le altre civiltà (per farlo bisogna conquistare tutte le loro città) o inviando una spedizione di coloni sul sistema solare di Alfa Centauri (bisogna prima costruire l'astronave dopo aver ricercato le tecnologie apposite e sbloccato le componenti dell'astronave stessa).
Civilization è per giocatore singolo (sebbene fosse poi nata una versione multigiocatore a parte chiamata CivNet) mentre il multigiocatore è presente in tutti i titoli successivi della serie.

### Civiltà
Prima dell'inizio del gioco, il giocatore sceglie il livello di difficoltà e con quale civiltà storica giocare. Si possono scegliere anche le civiltà con cui scontrarsi oppure delegare questa scelta al programma. Ogni civiltà è guidata da una figura storica, come Mahatma Gandhi per l'India, Stalin per la Russia e Giulio Cesare per i Romani. Ognuna di queste civiltà presenta non solo un colore, ma anche un atteggiamento caratteristico quando controllata dal computer (ad esempio, i Mongoli sono piuttosto espansionistici).
È possibile scegliere:

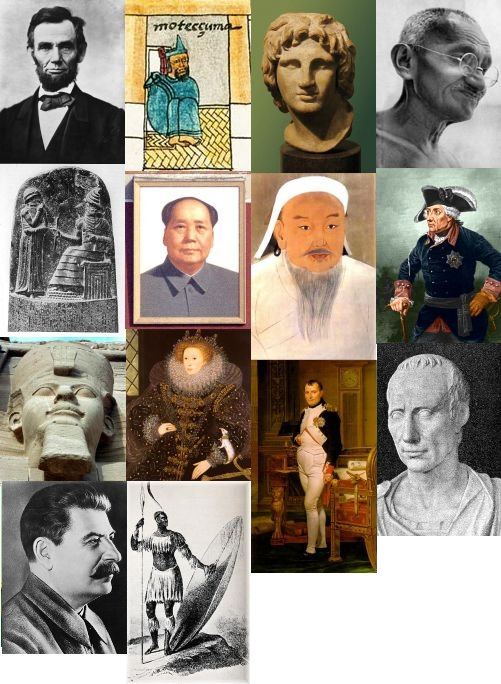
Leader presenti nel gioco

- Americani - Abraham Lincoln - azzurri
- Aztechi - Montezuma - gialli
- Babilonesi - Hammurabi - verdi
- Cinesi - Mao Zedong - azzurri
- Egiziani - Ramses I - gialli
- Francesi - Napoleone Bonaparte - blu
- Greci - Alessandro Magno - rosa
- Indiani - Mahatma Gandhi - grigi
- Inglesi - Elisabetta I - rosa
- Mongoli - Gengis Khan - grigi
- Romani - Giulio Cesare - bianchi
- Russi - Stalin - bianchi
- Tedeschi - Federico II di Prussia - blu
- Zulu - Shaka - verdi

### Tecnologie
Con l'avanzare del tempo e in base a quanto il giocatore decide di investire nella ricerca, vengono scoperte nuove tecnologie, che sono il modo principale per cambiare e svilupparsi nel corso del gioco. Per fare questo i giocatori scelgono e ricercano nuove tecnologie partendo dalla ruota, la matematica e l'alfabeto, passando per la chimica, la dinamite e la valuta, fino a raggiungere, verso la fine del gioco, la fissione nucleare e il volo spaziale. L'ottenimento di ogni scoperta viene annunciato con un'apposita schermata, presentato da un uomo di scienza che ha le fattezze di Sid Meier.
I giocatori possono guadagnare un largo vantaggio se la loro civiltà è la prima a scoprire una particolare tecnologia. Molte scoperte danno accesso alla costruzione di nuove unità, nuovi miglioramenti per la città, o addirittura nuove Meraviglie del mondo, o permettono comunque di accedere alle tecnologie che derivano dalla loro scoperta; per esempio, l'unità biga diviene disponibile solo dopo la scoperta della ruota, mentre il granaio è disponibile dopo la scoperta del vasellame. L'intero sistema delle scoperte dall'inizio alla fine è chiamato albero tecnologico, un concetto adottato in seguito da moltissimi altri giochi strategici. Alcune tecnologie, però, possono anche causare l'obsolescenza per alcune unità e meraviglie (l'obsolescenza si differenzia dall'evoluzione di un'unità): per esempio, la tecnologia Comunismo rende le piramidi obsolete.

### Forme di governo
Oltre alle unità e ai miglioramenti per le città, la civiltà del giocatore scoprirà anche nuove forme di governo per guidare i suoi cittadini. Se all'inizio avremo come unica scelta solo il despotismo in seguito si scopriranno la monarchia e piano piano la democrazia, la repubblica e il comunismo. Ogni tipo di governo determina varie regole generali per il giocatore, come il livello di corruzione.

### Le meraviglie
I giocatori possono anche costruire le Sette meraviglie del mondo in tutte le epoche del gioco, che diventano disponibili solo possedendo le necessarie conoscenze scientifiche. Sono costruzioni uniche ed è possibile costruirle solo una volta nella partita, e solo per una civiltà.
Queste meraviglie sono spesso importanti successi umani della società, della scienza e della cultura nella storia umana, iniziando con le Piramidi e la Grande muraglia cinese nell'era Antica, continuando con l'Osservatorio di Copernico e la Spedizione di Magellano nel Medioevo, fino al Programma Apollo, le Nazioni Unite ed il Progetto Manhattan nell'età moderna. In ogni caso, ognuna di queste meraviglie provvede a benefici unici che non possono essere raggiunti in nessun altro modo. Con la scoperta di certe tecnologie moderne, però, varie meraviglie possono essere rese obsolete e quindi smettono di fornire il beneficio prodotto.

## Sviluppo
Sid Meier cominciò a realizzare Civilization nel 1990, insieme a Bruce Shelley, con il quale aveva già lavorato a Railroad Tycoon, dopo che la MicroProse aveva annullato un seguito di Railroad Tycoon. Secondo quanto raccontano i due sviluppatori nelle interviste, Meier ha svolto la maggior parte della programmazione, inclusa la realizzazione delle prime bozze della grafica. Meier sviluppava un prototipo di gioco, che passava a Shelley per collaudarlo e poi discutere insieme cosa andava migliorato; il ciclo quindi si ripeteva.
L'ispirazione per l'idea di Civilization, secondo Meier, venne da più parti: il gioco da tavola Risk per la conquista del mondo e i videogiochi Railroad Tycoon (il primo gioco di tipo costruttivo su cui Meier aveva lavorato) e SimCity, che rientrano in parte nel genere god game, basato sulla creazione di un mondo. Probabile anche l'influenza di Empire, di cui Meier era appassionato, che ha una struttura di base simile a Civilization; Shelley racconta che Meier aveva fatto ricerche su come Empire poteva essere migliorato.
Esiste un omonimo gioco da tavolo, Civilization della Avalon Hill, per la quale Shelley aveva lavorato, ma non ha molto in comune con il videogioco e Meier nega che sia stato fonte di ispirazione. Comunque MicroProse acquistò i diritti per l'uso del nome Civilization dalla Avalon Hill.

## CivNet
CivNet (1995) è una versione del gioco originale con inclusa anche l'opzione multigiocatore, con supporto per Windows 95. L'interfaccia del gioco è quasi identica al gioco originale (versione Windows 3.1). Supporta molti tipi di multigiocatore, inclusa la LAN, un primitivo gioco via internet, hotseat, modem, e seriale.